# Брестова река
Брестова река е река в Североизточна България, област Шумен – община Смядово, десен приток на река Голяма Камчия. Дължината ѝ е 31 km.
Брестова река води началото си под името Бяла река от централната част на Върбишка планина, на 528 m н.в., на около 2,5 km западно от Ришкия проход. До село Веселиново протича в източна посока през Ришката котловина в широка долина. След Веселиново завива на север и образува пролом между Драгоевска планина на запад и северните разклонения на Върбишка планина на изток. Южно от град Смядово навлиза в Смядовското поле, като долината ѝ отново става широка, заета от обработваеми земи. Влива се отдясно в река Голяма Камчия на 54 m н.в., на 3,7 km източно от град Смядово.
Площта на водосборния басейн на реката е 175 km2, което представлява 3,3% от водосборния басейн на река Камчия. Основни притоци – → ляв приток, ← десен приток:
- → Енибаларска река
- → Алашка река
- ← Пчеларска река
- ← Малдере
- → Стражнидол
- → Злидол
- → Иландере

Реката е с дъждовно-снежно подхранване с максимален отток през месец март, а минимален – септември-октомври.
По течението на Брестова река в Община Смядово е разположено само село Веселиново.
Водите на реката в Ришката котловина и Смядовското поле основно се използват за напояване, като по някои от нейните притоци са изградени няколко микроязовира – „Александрово“, „Качица“ и др.
От град Смядово до разклона за село Риш, на протежение от 16,7 km по долината ѝ преминава участък от Републикански път II-73 от Държавната пътна мрежа Шумен – Карнобат.

## Топографска карта
- Лист от карта K-35-31. Мащаб: 1 : 100 000.
- Лист от карта K-35-42. Мащаб: 1 : 100 000.
- Лист от карта K-35-43. Мащаб: 1 : 100 000.